# Neobrachychilus
Neobrachychilus is een kevergeslacht uit de familie van de boktorren (Cerambycidae). De wetenschappelijke naam van het geslacht werd voor het eerst geldig gepubliceerd in 1979 door Monné.

## Soorten
Neobrachychilus is monotypisch en omvat slechts de volgende soort:
- Neobrachychilus consobrinus (Lane, 1939)